# فریبرز بصارتی
فریبرز بصارتی (زاده ۲۳ اوت ۱۹۶۶)، کشتی‌گیر بازنشته ایرانی-سوئدی است که به عنوان مربی تیم ملی کشتی زنان سوئد، فعالیت می کند. او سابقه حضور در المپیک تابستانی ۱۹۹۲ و المپیک تابستانی ۱۹۹۶ را در کارنامه خویش دارد. 